# Єнні Гавриїл Гавриїлович
Гавриїл Гавриїлович Єнні — підприємець, швейцарський дипломат. Консул Швейцарії в Києві в 1910-1919 рр.

## Життєпис
Народився поблизу Санкт-Петербурга, в Новосаратовській колонії, заснованій у XVIII ст. німецькими колоністами, вихідцями з Бранденбурга й Вюртембурга. Він належав до стану спадкоємних почесних громадян Російської імперії — привілейованого прошарку міських обивателів. Середню освіту Гавриїл Єнні отримав у Швейцарії — у реальному училищі Цюриха. У 1882 році закінчив Дрезденський політехнічний інститут, за фахом інженер-механік.
У 1879—1880 рр. — працював на машинобудівному заводі Cail, Halot et C-ie у Брюселі.
У 1882—1883 рр. — працював у Варшаві на заводі Акціонерного товариства механічних і гірських заводів «Лильпот, Рау и Левенштейн», отримав досвід участі підприємства в XV Всеросійській художньо-промисловій виставці (Москва, 20 травня — 15 вересня 1882 р.).
У 1884 року — переїхав на українські терени для роботи в цукровій промисловості.
З 1887 року — директор-розпорядник Кальнакського цукрового заводу, окрім цього він увійшов до правлінь Товариства Київського пивовареного заводу, Товариства Маловисківського цукробурячного заводу, Товариства машинобудівельного заводу «Прогрес» у Бердичеві, Товариства Черкаського цукрорафінадного заводу та ін.
З 1910 року займав посаду швейцарського консула в Києві, яку продовжив виконувати і після проголошення у грудні 1917 року Української Народної Республіки.
Виїхав до Швейцарії (м. Люцерн) після встановлення в Україні більшовицької влади.
Г.Г. Єнні був одружений, мав двох синів та доньку. 
.